# Rosa María Ojeda
Rosa María Ojeda Cuen (Culiacán, 15 ottobre 1986) è una modella messicana, vincitrice del titolo di Miss Messico 2006.
Ha inoltre rappresentato il Messico alla cinquantaseiesima edizione di Miss Universo, tenuta presso il National Auditorium di Città del Messico.

## Biografia
La più giovane di cinque figli, Carolina Morán ha perso due dei suoi fratelli durante l'infanzia ed all'età di quindici anni le è stato diagnosticato un cancro alla tiroide. Dopo aver superato questa serie di disgrazie, Ojeda ha preso parte al concorso di bellezza nazionale Nuestra Belleza Mexico, tenuto a Tampico, Tamaulipas il 2 settembre 2006, dove ha avuto la meglio sulle trenta partecipanti, vincendo il titolo, oltre che il diritto di rappresentare la propria nazione a Miss Universo 2007. È la seconda donna dello stato di Sinaloa a vincere il titolo.
Ad aprile 2007 ha suscitato alcune polemiche la scelta del suo costume nazionale da presentare a Miss Universo. La gonna del costume infatti riproduceva delle scene della Guerra Cristera, una ribellione cattolica degli anni venti, in cui migliaia di persone furono uccise. Il costume tra l'altro includeva una cintura decorata con dei proiettili ed un crocifisso come ciondolo. Il costume era stato scelto tra trenta altri ed era stato pensato per mostrare la cultura e la storia del Messico, ma di fatto ricevette molte critiche di chi lo giudicò di cattivo gusto ed inappropriato.